# 양빈 (기업인)
양빈(楊斌, 1961년? ~ )은 네덜란드 국적을 가진 화교 실업가이다. 조선민주주의인민공화국의 신의주특별행정구 장관으로 임명되었지만, 중국 당국에 의해 체포되었다.